# Věra Hrubá
Věra Helena Hrubá, později známá jako Vera Hruba Ralston a ještě později jako pouze Vera Ralston (12. července 1919 až 1923 Praha – 9. února 2003 Santa Barbara) byla československá reprezentantka v krasobruslení, která se po své emigraci do USA stala filmovou herečkou.

## Život

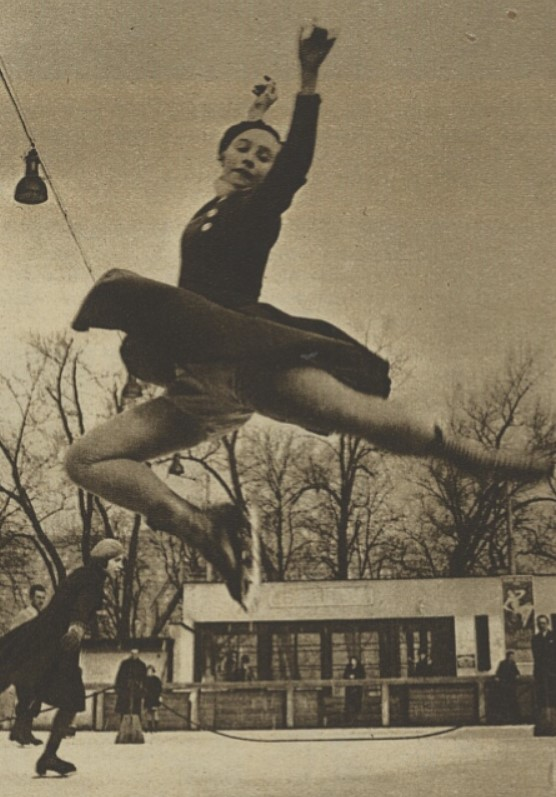
Třináctiletá Věra Hrubá (Letem světem, 13. 3. 1934)

### Dětství
Narodila se jako dcera zámožného klenotníka Rudolfa Hrubého mezi lety 1919 a 1923 (o přesném roku narození často mlžila), absolvovala klášterní školu v Doksech. 

### Sportovní kariéra
Zúčastnila se mistrovství Evropy v krasobruslení 1936 (15. místo), Zimních olympijských her 1936 (17. místo) a mistrovství Evropy v krasobruslení 1937, kdy na domácí půdě v Praze obsadila v soutěži žen 7. místo. Adolf Hitler jí osobně nabízel německé občanství, Hrubá ale rozhodně odmítla a po zřízení Protektorátu Čechy a Morava emigrovala s rodinou do Ameriky, kde se její bratr Rudy stal úspěšným filmovým producentem.

### Život v USA
Původně vystupovala v lední revue Ice Capades, v roce 1941 hrála krasobruslařku ve filmu a tím odstartovala svoji hereckou kariéru. Přijala umělecké jméno Ralston, což byla údajně značka jejích oblíbených cereálií, a snažila se navázat na úspěch Sonji Henie. Roku 1946 se stala americkou občankou, po válce navštívila Prahu a hrála v českých filmech Týden v tichém domě a Revoluční rok 1848, po nástupu komunistů k moci se vrátila do zámoří. V roce 1952 se provdala za Herberta Yatese, šéfa společnosti Republic Pictures, který byl o čtyřicet let starší. Dostávala tradičně hlavní ženské role ve filmech tohoto studia, což byly zpravidla nenáročné nízkorozpočtové dobrodružné a romantické příběhy. Pro své toporné herectví a silný přízvuk byla často terčem posměchu, John Wayne ji označil za svoji nejhorší hereckou partnerku. Filmovou kariéru ukončila v roce 1958.

## Film
- 1945 Dakota – role: Sandy Poli provdaná Devlin
- 1949 Bojovný muž z Kentucky (The Fighting Kentuckian, USA) – role: Fleurette de Marchand

## Ocenění
Vera Ralston je jedinou herečkou české národnosti, která má svoji hvězdu na Hollywoodském chodníku slávy.